# Hesperolinon tehamense
Hesperolinon tehamense är en linväxtart som beskrevs av H.K. Sharsmith. Hesperolinon tehamense ingår i släktet Hesperolinon och familjen linväxter. Inga underarter finns listade i Catalogue of Life.